# شهرستان مکوپین (ایلینوی)
شهرستان مکوپین (به انگلیسی: Macoupin County) یک شهرستان‌ در ایالات متحده آمریکا است که در ایلینوی واقع شده‌است. شهرستان مکوپین ۲٬۲۴۸٫۱۲ کیلومتر مربع مساحت دارد.